# Prega semilunar da conjuntiva
A prega semilunar (ou plica semilunar) é uma pequena dobra da conjuntiva bulbar no canto medial do olho. Ela funciona durante o movimento do olho, para ajudar a manter a drenagem das lágrimas através do lago lacrimal e para permitir uma maior rotação do globo ocular pois sem a prega a conjuntiva se ligaria diretamente ao globo ocular, restringindo o movimento.  É o restante vestigial da membrana nictitante (a "terceira pálpebra") que é retraída pelo olho para proteção e está presente em outros animais, como pássaros, répteis e peixes, mas é raro em mamíferos, podendo ser encontrada ativa em monotremados e marsupiais.  Seus músculos associados também são vestigiais.  Sabe-se que apenas uma espécie de primata, o Calabar angwantibo, possui uma membrana nictitante em funcionamento. 
 

Com alergias oculares, o carúnculo lacrimal e a prega semilunar podem ficar inflamados e pruriginosos devido à liberação de histamina no tecido e no filme lacrimal. 